# اریکا اسلزاک
 اریکا اسلزاک (انگلیسی: Erika Slezak؛ زادهٔ ۵ اوت ۱۹۴۶) یک هنرپیشه اهل ایالات متحده آمریکا است.